# Cayo Alacranes
Cayo Alacranes är en ö i Kuba.   Den ligger i provinsen Provincia de Pinar del Río, i den västra delen av landet, 110 km väster om huvudstaden Havanna.